# Sikaram
El Sikaram (paixtu: سیکرم; dari: سیکرم; urdú: سیکرم) és una muntanya de l'Hindu Kush, que es troba a la frontera entre l'Afganistan i el Pakistan, al sud del riu Kabul i el pas de Khyber. Amb 4.755 msnm és el cim més alt de la serralada de la Safed Koh. La seva prominència és de 2.295 metres. A l'oest i al nord hi ha les províncies afganeses de Logar i Nangarhar. Al sud-est hi ha l'Agència Kurram, que és una de les àrees tribals sota l'administració federal del Pakistan.

## Ascensions
La primera ascensió va tenir lloc pel cartògraf britànic George Batley Scott (1844–1932) durant una campanya d'investigació a l'Afganistan que va tenir lloc entre el 1878 i 1879.